# Madison (Nebraska)
Madison è un comune degli Stati Uniti d'America, situato in Nebraska, nella contea di Madison.